# Volo LOT Polish Airlines 165 (1978)
Il volo LOT Polish Airlines 165, della compagnia aerea polacca LOT Polish Airlines, venne dirottato il 30 agosto 1978. I dirottatori della Germania Est (RDT) stavano cercando asilo politico nella Germania Ovest (FRG). L'aereo atterrò in tutta sicurezza e il principale dirottatore fu processato e condannato da una giuria della Germania Ovest nella Corte degli Stati Uniti appositamente convocata a Berlino e condannato a una pena scontata, avendo già passato in carcere nove mesi durante la custodia cautelare.

## Sfondo
I cittadini della DDR Hans Detlef Alexander Tiede (alias Detlev Tiede), la sua amica Ingrid Ruske e la figlia di lei dodicenne, si erano recati in Polonia per incontrare il fidanzato di Ingrid, Horst Fischer, nella Germania Ovest, avendo egli pianificato di portare dei documenti falsi da oltre la frontiera per consentire la loro fuga in traghetto verso Travemünde. Tuttavia Fischer non si presentò, e dopo quattro giorni di attesa Ruske e Tiede - non avendo alcuna informazione su dove si trovasse - conclusero che doveva essere stato arrestato mentre viaggiava attraverso la Germania Est. Avevano ragione, poiché Fischer era stato effettivamente arrestato e in seguito sarebbe stato condannato a otto anni di carcere per aver preparato la loro Republikflucht ("diserzione dalla Repubblica"), un crimine secondo la legge della DDR.
La Ruske e Tiede conclusero di essere in trappola e che anche loro sarebbero finiti in prigione se mai fossero tornati in Germania Est. Così misero a punto un piano per dirottare un aereo diretto all'aeroporto di Berlino-Schönefeld a Berlino Est e forzare un atterraggio presso la base dell'aeronautica americana all'aeroporto di Berlino-Tempelhof a Berlino Ovest. Comprarono una pistola giocattolo per il tiro a segno in un mercatino delle pulci polacco, e poi prenotarono tre biglietti sul volo LOT Polish Airlines 165 da Danzica, in Polonia, a Berlino Est.

## Il dirottamento
Il 30 agosto 1978, Hans Tiede e Ingrid Ruske dirottarono il Tupolev Tu-134 della LOT con 62 passeggeri durante il volo. Tiede, armato con la pistola giocattolo, prese in ostaggio un assistente di volo riuscendo a costringere l'aereo ad atterrare all'aeroporto di Tempelhof.
Tra i 62 passeggeri c'erano 50 cittadini della DDR, 10 cittadini polacchi, un uomo originario di Monaco di Baviera e una donna di Berlino Ovest. Ai passeggeri fu data l'opportunità di rimanere a Berlino Ovest o di tornare a Berlino Est. Non solo Tiede, Ruske e sua figlia rivendicarono rifugio a Berlino Ovest, ma si unirono a loro anche altri sette tedeschi dell'est: un assistente di radiologia di Erfurt, una coppia con due figli e una coppia di Lipsia, sebbene l'assistente tornò in Germania Est il giorno dopo. I passeggeri rimanenti vennero interrogati e portati a Berlino Est su un autobus.

## Il processo
Il governo federale della Germania Ovest era molto riluttante a perseguire Tiede e la Ruske a causa della politica della Germania Ovest di sostenere il diritto dei tedeschi dell'est di fuggire dall'oppressione nella DDR. Ma il governo degli Stati Uniti aveva appena trascorso anni, finalmente con successo, a persuadere il governo della Germania Est a firmare un trattato di dirottamento. Di conseguenza il caso venne nella Corte degli Stati Uniti per Berlino, fino a quel momento mai convocata.
Nonostante le obiezioni del pubblico ministero, il giudice federale statunitense Herbert Jay Stern stabilì che gli imputati avevano il diritto di essere processati da una giuria, procedura abolita in Germania dalla riforma Emminger del 1924. Il caso contro la coimputata Ingrid Ruske cadde perché non era stata informata dei suoi diritti Miranda prima di firmare una confessione. Tiede venne assolto da tre accuse, tra cui dirottamento e possesso di arma da fuoco, ma condannato per aver preso un ostaggio. La giuria ritenne Tiede colpevole di presa di ostaggi, ma non colpevole di atti contro la sicurezza dell'aviazione civile, privazione della libertà e percosse. La pena minima per la presa di ostaggi era di tre anni. Tuttavia Stern condannò Tiede alla pena scontata durante la custodia cautelare, circa nove mesi. Stern spiegò la situazione di emergenza di Tiede e la sua situazione di dover affrontare il carcere nella Germania Est per il tentativo di Republikflucht.

## Conseguenze
Due anni dopo il suo arresto, Horst Fischer fu rilasciato dopo che il governo federale della Germania Ovest aveva pagato un riscatto alla Germania Est. Ingrid Ruske e Fischer si sposarono dopo il suo rilascio nella Germania Ovest.

## Nella cultura popolare
Il libro del 1984 che il giudice Stern scrisse su quell'evento, Judgment in Berlin, è stato trasposto in un film con lo stesso nome nel 1988. Il giudice viene interpretato da Martin Sheen.